# Bela Vista (São Tomé)
Bela Vista (dt.: „Schöner Blick“) ist ein Ort im Distrikt Lobata auf der Insel São Tomé im Inselstaat São Tomé und Príncipe.

## Geographie
Der Ort liegt auf einer Höhe von ca. 25 m nordwestlich der Hauptstadt São Tomé.